# Ponte dei Patriarchi
Il ponte dei Patriarchi di Mosca (in russo Патриарший Мост?, Patriaršij Most), conosciuto internazionalmente come Patriarshy Bridge, è un ponte pedonale a trave scatolare in acciaio che attraversa la Moscova e il canale Vodootvodnyj in corrispondenza della Cattedrale di Cristo Salvatore.

## Storia

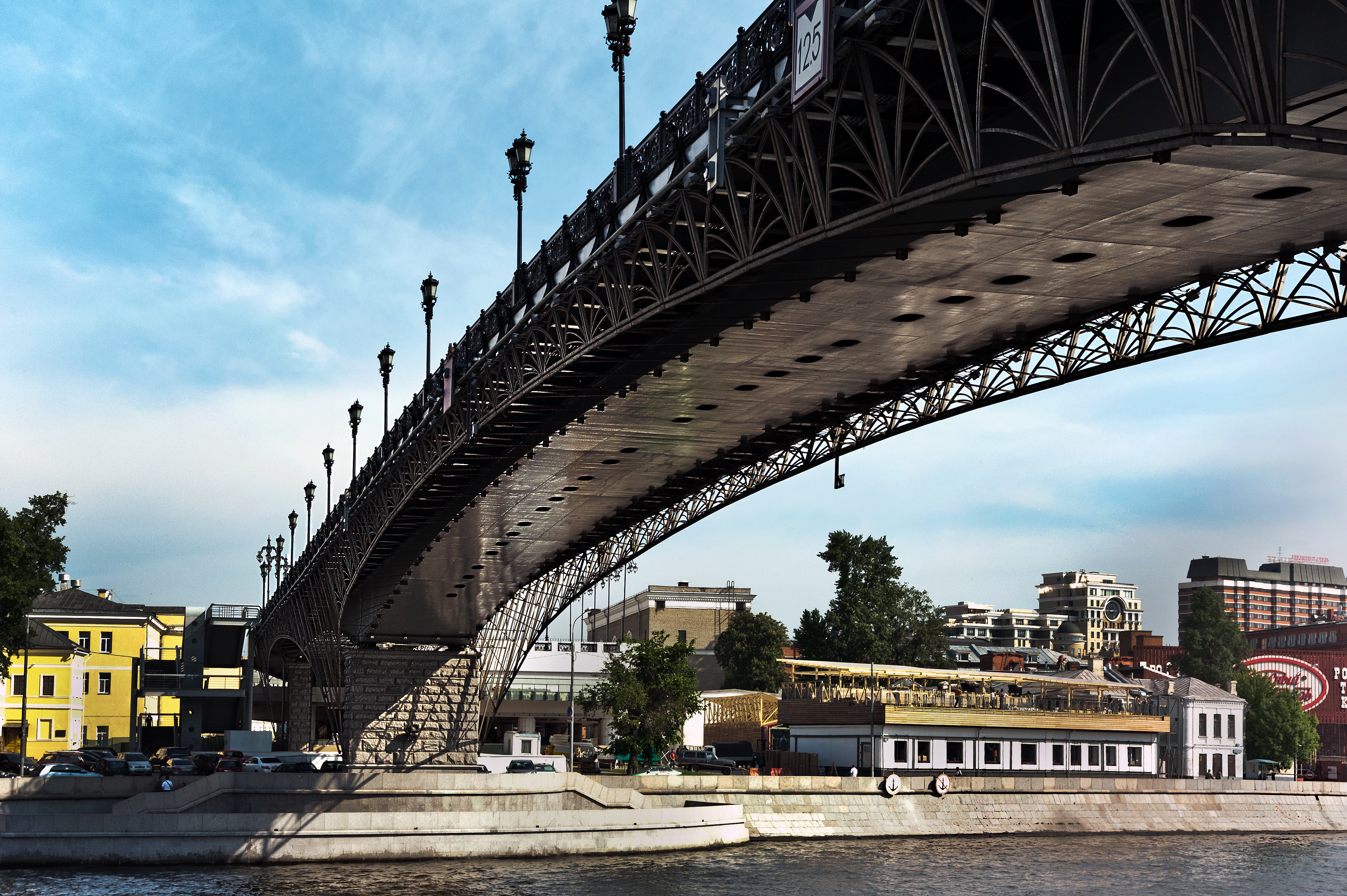
Dettaglio del ponte di dei Patriarchi

La costruzione della prima parte del ponte, che collega la Cattedrale di Cristo Salvatore con l'argine Bersenevskaya, è iniziata nel 2002 su progetto dell'architetto russo Michail Michajlovič Posochin (in russo Михаил Михайлович Посохин?), che aveva già collaborato al progetto per la ricostruzione della cattedrale, ed è terminata nel settembre 2004. Una targa commemorativa posta all'ingresso del ponte ricorda che oltre a Posochin hanno lavorato al progetto anche l'architetto e scultore Zurab Konstantinovič Cereteli e gli ingegneri O. I. Chereminskov e A. M. Kolchin.
Nel 2007 il ponte pedonale è stato prolungato oltre l'isola al centro della Moscova, fino a oltrepassare il canale Vodootvodnyj.
Tra il 2008 e il 2011 l'allora presidente della Federazione Russa Dmitrij Medvedev ha registrato sul ponte gli auguri per il nuovo anno.

## Descrizione

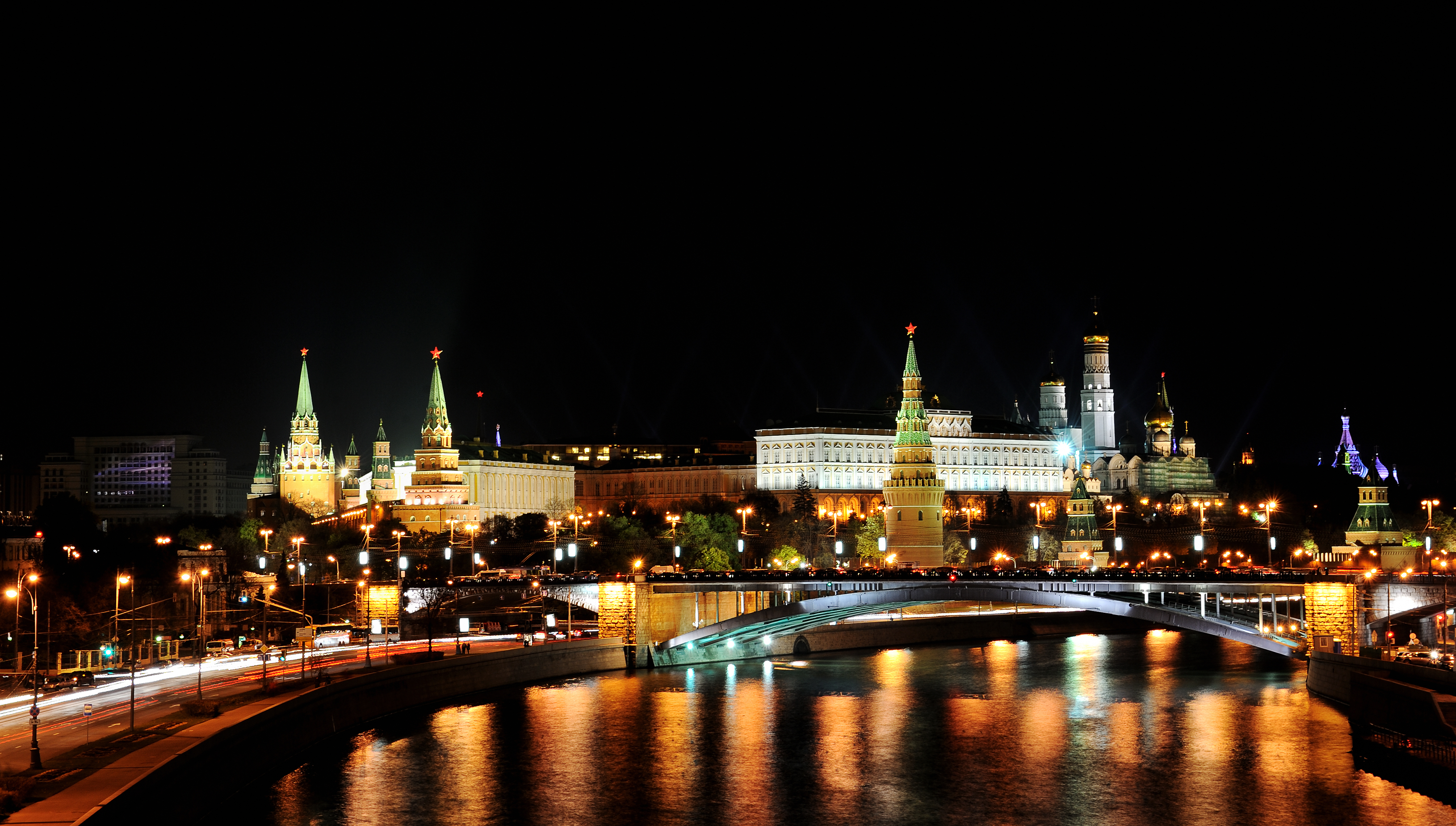
Il Cremlino e il Ponte Bol'šoj Kamennyj visti dal ponte di dei Patriarchi.

Il ponte dei Patriarchi è considerato uno dei ponti più belli di Mosca ed è molto amato dai turisti anche grazie alla vista che da esso si ha sul Cremlino.
Il tratto di ponte al di sopra della Moscova è lungo 203 metri e largo 10 ed è costituito da tre campate, la maggiore delle quali ha luce di 105 metri.

La struttura del ponte è costituita da una trave scatolare in acciaio. Ai lati dell'impalcato è stata installata una struttura reticolare in acciaio, che fa pensare ad un ponte a traliccio ma che ha in realtà solo una funzione estetica, facendo pensare ad un ponte di fine XIX secolo. Anche per l'illuminazione sono stati scelti dei lampioni in stile antico.